# هانجي

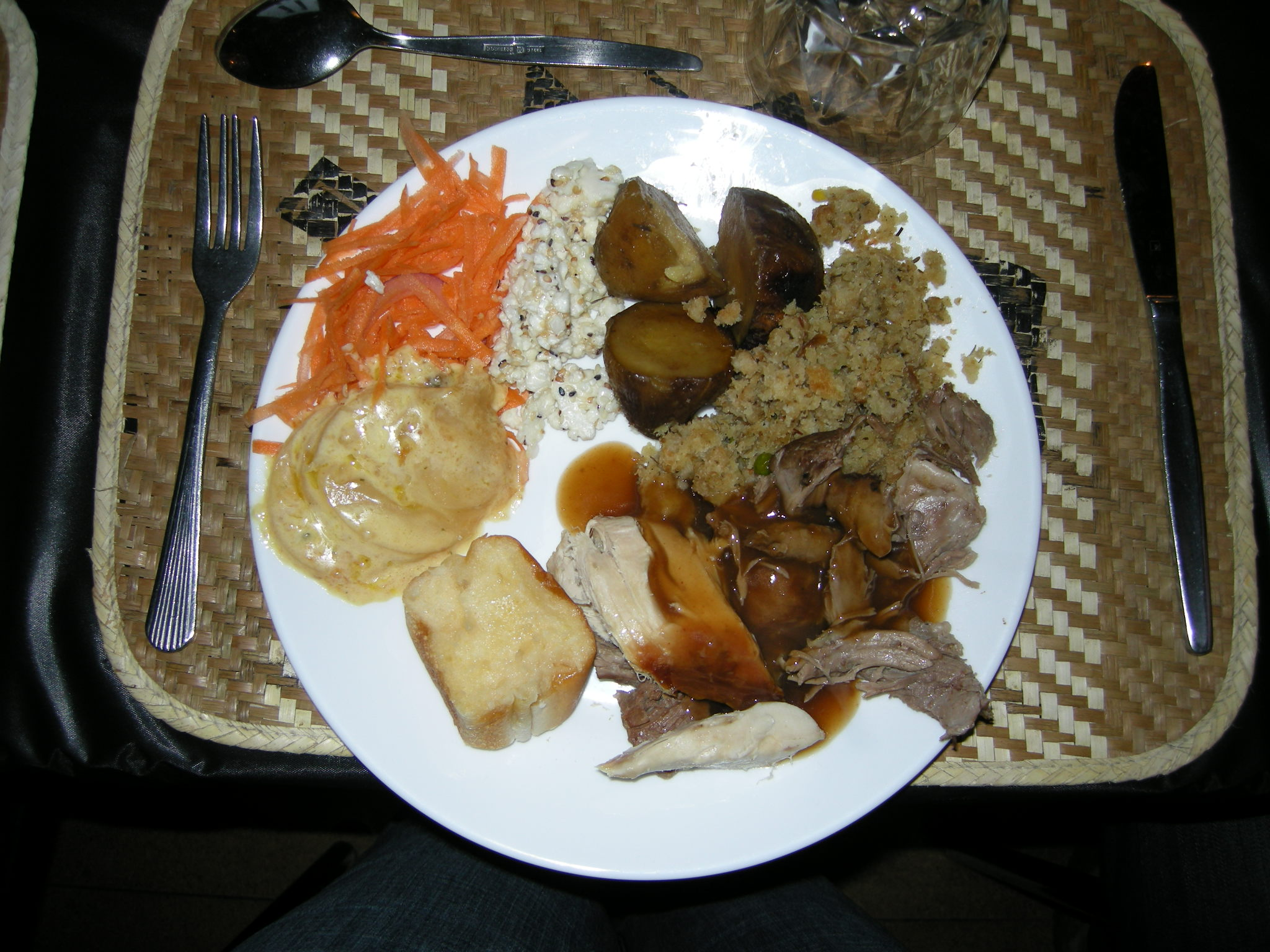
عَشَاءٌٌ مِن الهانجي

الهَانجِي (بالماورية: Hāngī‏)؛ هي طريقة مَاوريَّةٌ تقليديَّةٌ لِطبخِ الطَّعام، بِاستخدَام صُخُورٍ ساخنةٍ مدفُونةٓ في حُفرة فُرنٍ، تسمى «أومو». لا يزالُ يُستخدم لِلمجمُوعات الكبيرة في المُناسبات الخَاصَّة، حيث يسمحُ بِطهي كميََّات كبيرة من الطَّعام دون الحاجة إلى أجهزة طهي تِجارية.

## الأدب
- [Online He whakatairanga i ngā ahuatanga mahi mō te tunu hāngi[[تصنيف:مقالات تحوي نصا بالماورية]]  : Food Safety practices in preparing and cooking a hāngi[[تصنيف:مقالات تحوي نصا بالإنجليزية]]] (بالألمانية), Wellington, ISBN:978-0-478-41431-8 {{استشهاد}}: line feed character في |title= في مكان 114 (help), تحقق من قيمة |URL= (help), and تعارض مسار مع وصلة (help)